# Het uur tussen hond en wolf
Het uur tussen hond en wolf is een roman van de Nederlandse schrijver Maarten 't Hart. Het boek kwam in 1987 uit bij de uitgeverij De Arbeiderspers.

## Verhaal
De schrijver Melchior heeft onverwachts een groot succes met het boek Een koppel Braamsluipers. Hij besluit het verdiende geld te investeren in een woning. Hij koopt een prachtig monumentaal pand aan de Marnixkade. Er zit wel een groep mensen in van de antikraak, maar die worden uiteindelijk door de makelaar overgehaald het pand te verlaten. Het huis is te groot voor Melchior en hij besluit een deel te verhuren aan vrienden. Een vriend die onmiddellijk toehapt is Fred Koudvuur, een vertaler. Melchior en Koudvuur hebben elkaar ontmoet bij een redactievergadering van een krant en zijn ondanks hun verschillen bevriend geraakt. Melchior vindt Koudvuur een pietlut die op iedereen kritiek heeft en veel te veel van zichzelf overtuigd is. Melchior laat het pand opknappen door een groep zwartwerkers die door Fred zijn aanbevolen. Koudvuur zorgt ervoor dat zijn gedeelte van het huis het eerst wordt ingericht. Als hij vervolgens vindt dat de zwartwerkers niet hard genoeg werken, vraagt hij aan Melchior om ze weg te sturen. De inschikkelijke Melchior stuurt de mannen vervolgens weg, terwijl zijn deel van het huis nog niet af is. Dit is de eerste barst in de relatie. Melchior begint zich ook steeds meer te ergeren aan het karakter van Koudvuur. De laatste beschouwt zichzelf als een groot talent en vergelijkt zich zelfs met Multatuli. Als Koudvuur dan ook consequent weigert huur te betalen is voor Melchior de maat vol. Hij wil Fred uit het huis laten zetten. Die slaat terug door het slot op de deur te vervangen en een kraker binnen te halen. Melchior moet er de politie bijhalen, waarop Koudvuur een rechtszaak aanspant. De rechtszaak wordt door Melchior gewonnen.

## Achtergrond
De roman is autobiografisch. In 1978 verdiende Maarten 't Hart veel geld met zijn roman Een vlucht regenwulpen. Het geld investeerde hij in een huis in de Amsterdamse binnenstad. De vertaler Hans W. Bakx huurde een appartement in het huis. Beide mannen kregen een vreselijke ruzie die eindigde voor de rechtbank. Bakx en 't Hart raakten gebrouilleerd. Enige jaren later in 1987 beschreef Maarten 't Hart zijn visie van het verhaal in de roman Het uur tussen hond en wolf. Bakx publiceerde daarop zijn visie in zijn romandebuut Midas' tranen.

## Titel
Het uur tussen hond en wolf is de schemering, de tijd van de vespers (tussen 17-18 uur), het avondgebed in de katholieke kerk.